# Keyes O'Clery
Patrick Keyes O'Clery (1849 – 23 maggio 1913) è stato un militare e avvocato irlandese nonché membro del parlamento irlandese per l'Home Rule della contea di Wexford.

## Biografia
Patrick Keyes O'Clery era figlio di John Walsh O'Clery, The O'Clery. Nacque vicino a Kilfinane, nella contea di Limerick. Completò gli studi secondari allo St Munchin's College e in seguito frequentò il Trinity College di Dublino. Fu ammesso all'albo degli avvocati presso il Middle Temple nel 1874.
Keyes O'Clery si unì al corpo degli Zuavi Pontifici e partecipò alla difesa dello Stato Pontificio. Era presente durante la sconfitta dell'esercito garibaldino nella battaglia di Mentana. In seguito partecipò alla difesa di Roma quando questa cadde in mano alle forze nazionaliste. Per questo motivo gli O'Clery ricevettero gli Ordini Papali di San Gregorio (Croce Militare) e di Pio IX. L'Ordine di San Gregorio gli conferì anche il titolo di cavaliere.
Keyes O'Clery fu membro del parlamento pro-Home Rule dal 1874 al 1880. Nelle elezioni del 1874 ottenne il secondo seggio battendo i candidati liberali e conservatori. Alle elezioni generali del 1880, nonostante fosse sostenuto dal clero cattolico, fu sconfitto dal candidato parnellita Garrett Byrne. Durante la campagna, vi fu un grave scoppio di violenza durante un incontro a Enniscorthy la domenica di Pasqua, il 28 marzo 1880, in cui lo stesso Parnell fu aggredito fisicamente. Nelle elezioni del mese successivo, Byrne venne eletto con una maggioranza di oltre 2 000 voti.
Nel 1903 fu creato Conte da Papa Leone XIII. Fu anche Ciambellano Privato presso la Corte Vaticana e Cavaliere di Gran Croce dell'Ordine Spagnolo di Isabella la Cattolica. Per coincidenza, Sir George Bowyer, Bt., con il quale condivideva la rappresentanza per la contea di Wexford, aveva anche numerose decorazioni papali.
Keyes O'Clery ha scritto due libri sull'Italia.
Morì nell'abbazia di Twyford nei pressi di Ealing.
La sua vedova, Katherine Countess O'Clery, morì all'età di 77 anni il 4 agosto 1919 a St. John's Villa, St. Leonards-on-Sea.

## Opere
- Patrick Keyes O'Clery, La rivoluzione italiana: come fu fatta l'unità della nazione. Ares, 2000.

## Onorificenze
| Controllo di autorità | VIAF (EN) 244106171 · ISNI (EN) 0000 0003 8569 0778 · SBN SBLV208123 · BAV 495/196515 · BNE (ES) XX1384144 (data) |